# 다르푸르 술탄국
다르푸르 술탄국은 1603년~1874년과 1898년~1916년까지 지속됐던 국가이다. 

## 역사
푸르족의 주도로 1603년 건국됐다. 백여 년 뒤인 모하메드 테랍 술탄 시기에 전성기를 맞았으며 아랍어와 푸르어가 혼용됐었다. 다르푸르 술탄은 처첩이 매우 많았으며 그 때문에 자녀도 많았다. 궁은 천여명 넘게 거주하며 거의 소도시 급이었으며 수니파 무슬림 국가였다. 그러나 오스만 제국의 간섭을 거부할 만큼 강성한 국가였지만 이후 이집트의 메흐메드 알리와 충돌하며 결국 코르도판 지역을 빼았긴다. 그래도 이집트군과는 나름대로 전투를 잘 이끌었으나 오스만 국적의 알 주바이르 파샤라는 사업가의 사병에게는 패배를 거듭나며 술탄 본인이 전사해버리는 참사가 일어난다. 결국 수도인 알파시르마저 함락되며 멸망한다.    1898년, 다시 술탄 왕족들을 중심으로 봉기를 일으키며 독립을 쟁취했다. 이후 제1차세계대전 오스만 제국과 협력하며 동맹국 소속으로 파병했으나 다르푸르 술탄국의 멸망만을 기다리던 영국이 결국 다르푸르의 동맹국 지원을 명분삼아 침공하며 멸망한다.